# Salade grecque (série télévisée)
Pour les articles homonymes, voir Salade grecque.
Casse-tête chinois
Salade grecque est une série télévisée française en huit épisodes d'environ 51 minutes créée par Cédric Klapisch et mise en ligne le 14 avril 2023 sur Prime Video.
Elle fait suite à la trilogie du réalisateur débutée en 2002 avec L'Auberge espagnole.

## Synopsis
Tom et Mia, les enfants de Xavier et Wendy— désormais séparés —, héritent d’un immeuble à Athènes qui appartenait à leur grand-père. Alors qu'il travaillait sur la création d'une start-up à New York avec sa petite amie, Tom part retrouver sa petite sœur dans la capitale grecque. Sur place, il découvre que Mia, censée fréquenter l'université dans le cadre du programme Erasmus, a délaissé ses études pour militer au sein d'une association qui tente d'aider des réfugiés en Grèce. Elle fait promettre à son frère de ne rien dire à leurs parents. Comme ces derniers 25 ans plus tôt, Tom et Mia vont rencontrer de nombreux jeunes Européens, dans un appartement devenu une véritable « auberge espagnole »…

## Fiche technique
Sauf indication contraire, les informations mentionnées dans cette section peuvent être confirmées par les bases de données cinématographiques IMDb et Allociné,  présentes dans la section « Liens externes ».
- Réalisation : Cédric Klapisch (épisodes 1, 5 et 8), Lola Doillon (épisodes 2, 4 et 7), Antoine Garceau (épisodes 3, 6 et 8)
- Création : Cédric Klapisch
- Scénario : Cédric Klapisch, Thomas Colineau, Charlotte de Givry, Lola Doillon, Agnès Hurstel, Paul Madillo, Eugène Riousse
- Supervision du scénario : Lola Doillon
- Musique : Christophe Minck et Loïk Dury (Kraked Unit)
- Direction artistique : Marie Cheminal, Stephanie Laurent Delarue
- Costumes : Anne Schotte, Marli Aleiferi
- Photographie : Pierre Cottereau, Alexis Kavyrchine, Julien Roux
- Son : Cyril Moisson, Katia Boutin, Cyril Holtz, Cédric Lionnet, Nicolas Fioraso, Margot Testemale, Bruno Reilland, Margot Saada, Nicolas Moreau
- Montage : Anne-Sophie Bion, Sahra Mekki, Guillaume Lauras, Mike Fromentin
- Direction de post-production : Isabelle Morax
- Production : Bruno Levy
- Société de production : Amazon Studios
- Pays de production :  France
- Langues originales : français, anglais, grec, syrien, italien
- Format : couleur - 16:9

## Distribution
- Aliocha Schneider : Tom Rousseau
- Megan Northam : Mia Rousseau
- Aggy K. Adams : Lily
- Dimitris Kitsos : Kristos
- Fotinì Peluso : Giulia
- Reham Alkassar : Reem
- Amir Baylly : Noam
- Davide Iachini : Pippo
- Anna Kameníková (cs) : Barbora
- Josip Ledina : Zoran
- Félix Vannoorenberghe : Paco
- Manolis Mavromatakis : Valsamidis
- Romain Duris : Xavier Rousseau
- Kelly Reilly (VF : Isabelle Volpé)[2] : Wendy
- Cécile de France : Isabelle
- Kevin Bishop : William
- Agnès Hurstel : Juliette
- Barnaby Metschurat : Tobias
- Amro Ahmad Jamous : Shadi
- Ioanna Kolliopoulou : Dimitra
- Anastasis Laoulakos : Yannis
- Elsa Lekakou : Angeliki

## Production
La série est annoncée en mars 2019. Cédric Klapisch déclare notamment : « Pour l’instant je n’ai pas encore choisi la ville, ni le pays. Il faut que j’enquête un peu, mais je pense à la Grèce pour parler de la nouvelle Europe. […] L’Europe d’aujourd’hui, c’est celle du Brexit, celle du doute, celle de la remise en question du rapport à l’environnement. ».
Le tournage a eu lieu de février à juin 2022, à Athènes.

## Épisodes
Composée de huit épisodes, sans titres, la série est mise en ligne le 14 avril 2023. Chaque épisode dure environ 52 minutes.

## Accueil
L'accueil critique est mitigé. En France, le site Allociné propose une note de 3.6⁄5, à partir de l'interprétation de critiques issues de 12 titres de presse.
Émilie Gavoille, dans Télérama, parle d'« une proposition plaisante, attachante, qui manque parfois d’un petit peu de sel ». Dans Le Monde, Thomas Sotinel évoque « des personnages qui servent d’effigie à une cause (les queers, les trans, les réfugiés) ou de repoussoir (l’avocat affairiste) ». Olivier Joyard, pour Les Inrockuptibles, estime que, « à trop vouloir embrasser le monde tel qu’il va mal, de la situation des réfugié·es aux enjeux post-MeToo, en passant par les violences policières, tout en rendant l’ensemble sympathique, Salade grecque perd ses aspérités en cours de route ». Dans Libération, Théo Ribeton parle d'un « côté papounet socialiste chez Klapisch posant sur ce tableau le regard humblement dépassé du boomer attrapant son neveu zadiste par le keffieh et lui tenant la grappe sur l’air de “c’est formidable vos combats…” »